# Truncatoflabellum arcuatum
Truncatoflabellum arcuatum is een rifkoralensoort uit de familie van de Flabellidae. De wetenschappelijke naam van de soort is voor het eerst geldig gepubliceerd in 1995 door Cairns.